# Gilberto Freyre
Gilberto Freyre   (Recife, 15 de març de 1900 - Recife, 18 de juliol de 1987) fou un sociòleg, antropòleg i escriptor brasiler, autor de «Casa-Grande & Senzala», assaig sobre la formació de la societat brasilera.